# Крим. Як це було
«Крим, як це було» — повнометражний документальний фільм 2016 року про українських військовослужбовців (офіцерів, солдатів та матросів), які під час захоплення Криму російськими військами не зрадили присягу на вірність народу України й продовжували виконання своїх військових обов`язків на землі, морі та в повітрі. 
Виробник — студії  BABYLON'13 і DocNoteFilms (ДокНоутФілмс).
Прем'єра в Україні —14 березня 2016 року.

## Творча група[3]
Режисер —  Костянтин Кляцкін
Продюсер — Олександра Братищенко
Виконавчий продюсер — Сергій Малярчук
Автор сценарію — Костянтин Кляцкін
Композитор — Роман Вишневський
Звукорежисер — Павло Липа
Оператор-постановник — Володимир Усик
Режисер монтажу — Павло Липа

## Про фільм
Фільм складається з трьох новел, в яких представлені різні роди військ ВМС України. Кожна новела розповдає про історію однієї частини: кілька військовосліжбовців розповідають свої особисті історії. Герої фільму — військові, які не зрадили присягу й не перейшли на бік ворога. 

## Про авторів фільму
Костянтин Кляцкін закінчив КНУТКіТ ім. І. К. Карпенка-Карого (спеціальність «режисура телебачення», майстерня Юрія Терещенка). Знімає документальне кіно з часів Революції гідності. У грудні 2013 року доєднався до об’єднання українських документалістів Babylon'13. У 2015-му  разом із оператором Павлом Липою та продюсером Сергієм Малярчуком заснував студію DocNoteFilms. Творча команда зняла вже десятки короткометражних фільмів на тему російсько-української війни: про волонтерську допомогу жителям звільненої Бородянки — «Бородянка та околиці. Після звільнення», про Різдво 2015 року в Донецькому аеропорті — «Дума про піхотинця»,  про бізнес українських ветеранів — три сезони документального серіалу «Крутий заміс».

## Нагороди[7]
1 місце в номінації «Повнометражний документальний фільм» на Rivne International Film Festival «Dreams city». 
Покази картини відбулися в Бельгії, Польщі, Ізраїлі, Німеччині, Канаді, Іспанії, Литві та Португалії.